# Ichitami Shikanai
Shihan Ichitami Shikanai (nascido em Aomori em 30 de julho de 1947), estudou economia na Universidade Meiji, em Tóquio, Japão, é um professor japonês que ensina Aikido (ou aiquidô) (em japonês 合気道, transl. aikidō) no Brasil. Sua posição atual no aikido é 8º Dan Aikikai. No site da Aikikai Japão, está na lista de instrutores japoneses que moram no exterior (ligado diretamente com a Aikikai Japão). Ver página Japanese Instructors Abroad (Instrutores Japoneses no Exterior).
Também tem 2 graus Dan em Jodo e Iaido.

## Biografia
Ichitami Shikanai nasceu no dia 30 de julho de 1946, em Aomori, ao nordeste da ilha de Honshu. Ele chegou ao Brasil em 1975 e agora vive em Belo Horizonte, Minas Gerais.
Começou a treinar Aikido na Universidade Meiji, no 1⁰ ano de faculdade, aos 20 anos, em 1966. Em abril de 1972, Shikanai Sensei recebeu carta de Kobayashi Sensei convidando-o para a comemoração de três anos da abertura do seu primeiro dojo em Kodaira. Em meio à celebração, Kobayashi Sensei o convidou para ficar na academia, onde poderia viver e treinar. Em breve Kobayashi Sensei abriria mais um dojo, em Tokorozawa, e precisaria de ajuda. 
Aceito o convite, as rotinas de treinos e obrigações se restabeleceram. Acordar às cinco horas da madrugada, primeira aula às seis e meia da manhã, limpar o tatame, os banheiros, varrer o dojo e tomar conta da administração e finanças da academia eram algumas de suas atividades diárias, além dos treinos, duas vezes por semana, na academia central com o Doshu Kisshomaru Ueshiba. 
É também nesse período que, a convite de Kobayashi Sensei, Shikanai Sensei começou a treinar Iaido com Omura Tadaji Sensei no Yuishin Dojo.
Em abril de 1973, Shikanai Sensei passou a ajudar na academia Shin Koganei Boudokan de Okumura Genta Sensei. Com autorização de Kobayashi Sensei, ensinava Aikido na turma infantil, no fim da tarde, e permanecia para o treino de adultos após as aulas. Shikanai Sensei se recorda das vezes em que, após o termino da sua aula matinal, tomava café e pegava carona com Okumura Sensei para lições de Iaido com Omura Sensei.
Foi na academia de Okumura Sensei que Shikanai Sensei conheceu o Jodo. Naquela época Okumura Sensei convidou Matsumura Sensei, aluno de Shimizu Sensei no Renbukan, para lecionar Jodo. As aulas ocorriam aos sábados e foi o seu primeiro contato com a arte do Jo. Porém, seu verdadeiro encontro com a arte do bastão ocorreria muitos anos depois, quando Nishioka Sensei passaria a vir ao Brasil lecionar a Shikanai Sensei e seus alunos.
Essa intensa rotina de treinos, aulas e afazeres na Academia de Kobayashi Sensei e de Okumura Sensei foi essencial para o que o destino lhe reservara. Do Brasil, Nakatani Sensei, que havia emigrado em 1960, chega ao Japão em busca de alguém que pudesse o substituir em suas aulas do Aikido no Rio de Janeiro. Após uma tentativa frustrada de conseguir um substituto na Academia Central, Nakatani Sensei encontrou com Kobayashi Sensei e o perguntou se não conhecia alguém que pudesse estar interessado em vir ao Brasil.
Após o encontro na Academia Central, Nakatani Sensei visitou o Dojo de Kodaira, em fevereiro de 1975, para maiores detalhes sobre o Aikido no Rio de Janeiro. Naquela época, Igarashi Sensei, que ajudava Kobayashi Sensei no dojo de Kodaira, estava com o pai internado após sofrer um acidente. Para Shikanai Sensei estava claro que não seria possível a ida de Igarashi Sensei e, mesmo com desejo de retornar a sua terra natal para cuidar do seu pai, resolveu aceitar o convite. No dia 1o de julho de 1975, Shikanai Sensei, acompanhado de Kobayashi Sensei, desembarcou no Aeroporto Internacional de Viracopos. Iniciava-se ali uma longa jornada de consolidação do Aikido no Brasil iniciado por Nakatani Sensei.
A Associação Carioca de Aikido, fundada em 1967, funcionava desde 1969 na Rua Barata Ribeiro, em Copacabana. Devido às suas obrigações profissionais e a um problema no joelho, Nakatani Sensei já não lecionava com regularidade havia um bom tempo. As aulas eram levadas adiante por seus alunos mais graduados e por Adélio de Andrade, que também estava a frente da administração da Associação. Haviam aulas nos três turnos e era comum que os alunos participassem de três, quatro, ou até cinco treinos ao dia.
A partir do ano de 1977, Shikanai Sensei se transfere para uma academia na Rua Aurelino Leal em Niterói, que havia sido aberta alguns anos antes em parceria com o professor Adélio. À época a maioria de seus alunos eram assalariados e com pouca capacidade financeira. Com o passar do tempo, a situação econômica do país foi se deteriorando. A inflação corroía o poder de compra dos brasileiros e o preço do aluguel disparou nos últimos anos do período militar. Nessa época Shikanai Sensei teve, por um breve tempo, uma turma de Aikido em Jandira (SP) na sede da Oomoto.
Em meados dos anos 80, por intermédio do seu amigo Shigeru Sakai, terapeuta e professor de Judo no dojo da Barata Ribeiro, Shikanai Sensei iniciou a lecionar Aikido para um grupo de psicólogos em Belo Horizonte. A princípio ele ia à capital mineira uma vez por semana nas noites de sexta. Com o passar do tempo, o crescimento da turma em Minas, por um lado, e a difícil situação econômica do país, do outro, Shikanai Sensei decide se mudar em definitivo para Belo Horizonte em setembro de 1985.
Posteriormente os treinos passaram a ocorrer na praça Raul Soares, em horários cedidos pelo professor Mitsugu Iwafune na academia Campeões Judo Clube, havendo também uma turma no tatame da academia Samurai GIM. A turma cresceu bastante, chegando a aproximadamente sessenta alunos. Porém, devido à deterioração das condições físicas do espaço, uma ação de interdição impediu o prosseguimento dos treinos. Foi necessário buscar um novo espaço.
Com a dificuldade de encontrar um local com tatame em Belo Horizonte, Shikanai Sensei buscou realocar os alunos para treinos na Academia da Policia Militar, onde dava aulas de defesa pessoal. Mas a precariedade da estrutura foi gradualmente afastando os alunos e a turma ficou reduzida. Em dezembro de 1989 Shikanai Sensei encontrou, com ajuda de alguns alunos mais antigos, um bom local para montar o dojo na Avenida Getúlio Vargas, no bairro da Savassi. O novo dojo foi então inaugurado e, contrário às expectativas, não paravam de chegar novos alunos. O Nakatani Dojo foi se consolidando como a casa definitiva do Aikido de Shikanai Sensei no Brasil.
Nesses quarenta e cinco anos de árduo trabalho e dedicação ao Aikido, o grupo de Shikanai Sensei se expandiu a vários estados do país, com diversas turmas em Minas Gerais, Rio de Janeiro, Distrito Federal, Goiás, Pará, São Paulo e Roraima, e em Israel. Durante o ano Shikanai Sensei viaja pelos dojos acompanhando exames e oferecendo seminários levando seus ensinamentos aos diversos praticantes espalhados pelo país.

## Iaido
Em fins do ano de 1972, a convite de Kobayashi Sensei, Shikanai Sensei foi apresentado a Omura Tadaji Sensei. Para Kobayashi Sensei era essencial aos praticantes das artes marciais japonesas saber lidar com a espada, pois é a base de todas elas. Omura Sensei nasceu no ano de 1894 e aos dezesseis anos de idade começou a treinar com Hakudo Nakayama Sensei. Dando sequência ao legado de seu mestre, Omura Sensei dedicou a sua vida a lecionar Iaido no Yuishin Dojo, em Suginami.
O primeiro contato com Omura Sensei foi marcante, sua técnica e espiritualidade o impressionou. Isso ocorreu anos antes de ser apresentado por Kobayashi Sensei, em uma demonstração de artes marciais tradicionais. Saber como manusear a espada era um sonho que Shikanai Sensei carregava desde os tempos de criança nas brincadeiras de samurai como os amigos e irmãos. Pelos três primeiros meses, Shikanai Sensei passou a treinar apenas a técnica de desembainhar e embainhar a espada, que Omura Sensei lhe havia ensinado na primeira aula. Só após esse período, de repetidos treinos, lhe foi ensinado, de uma só vez, três formas distintas.
Shikanai Sensei treinou no Yuishin Dojo, sob a supervisão de Omura Sensei, por dois anos e oito meses até vir para o Brasil. Ao chegar, continuou com sua rotina de treinos diários, o que atraiu a atenção dos seus alunos de Aikido no Rio de Janeiro. Assim como ocorreu com o Jodo, Shikanai Sensei recorreu à Federação Paulista de Kendo, presidida à época por Tadashi Tamaki, para dar continuidade à sua prática. Entretanto, foi informado que não haviam notícias de praticantes de Iaido no país. Aos poucos, aceitando os pedidos de seus alunos de se juntarem aos treinos, foram surgindo as primeiras turmas de Iaido. Prática essa que se repetiu após a ida de Shikanai Sensei a Belo Horizonte, onde leciona regulamente até hoje.

## Shinto Muso Ryu Jodo
Shikanai Sensei teve suas primeiras lições de Jodo na academia de Okumura Sensei, em 1973. Okumura Sensei havia convidado Shigehiro Matsumura Sensei para lecionar Jodo em sua academia. Matsumura Sensei foi aluno de Takaji Shimuzu e, após o seu falecimento, de Ichizo Otofuji Sensei. As aulas ocorriam aos sábados e durante esse período Shikanai Sensei aprendeu as formas básicas e o seitei gata.
Quando chegou ao Brasil com o intuito de continuar os seus treinos, Shikanai Sensei, buscou a Federação Paulista de Kendo, presidida à época por Tadashi Tamaki. Porém, foi informado que não haviam praticantes conhecidos no Brasil. Assim, continuou a praticar sozinho os ensinamentos que recebeu no Japão. Os treinos atraíram a atenção de alguns alunos de Aikido que se aproximavam curiosos para perguntar o que ele estava fazendo e se poderiam se juntar a ele. Com o passar do tempo se formaram as primeiras turmas.
Em 1981, quando retornou ao Japão pela primeira vez, visitou a academia de Okumura Sensei em busca de seu primeiro professor. Para sua surpresa quem estava lá era Nishioka Tsuneo Sensei. Seu estilo e forma de se mover marcaram profundamente Shikanai Sensei, que voltou a procurá-lo em 1991, quando retornou pela segunda vez ao Japão. Anos após, em dezembro de 1996, resolveu enviar uma carta a Nishioka Sensei solicitando ser seu aluno e convidando-o a vir ao Brasil.
No ano de 1997, Nishioka Sensei vem ao Brasil pela primeira vez e passa um mês e meio hospedado na casa de Shikanai Sensei lecionando diariamente. Após esse primeiro período, ele solicita ao mestre que retorne para ensinar aos seus alunos de Aikido. Convite aceito, ocorreu, no ano de 1998, o primeiro Gashuku de Jodo no Dojo do Bento Sensei em Petrópolis. Nishioka Sensei viria ao país em outras três oportunidades, compartilhando seus conhecimentos e lições com Shikanai Sensei e seus novos alunos brasileiros (1999, 2001 e 2006). Além das aulas com Nishioka Sensei no Brasil, Shikanai Sensei participou dos Seminários da Federação Internacional de Jodo – IJF – nos anos de 2000, 2003, 2006, 2009, 2012, e 2015.
A partir de fevereiro do ano de 2016, Kees Bruggink Sensei vem ao Brasil e a partir de 2019, Shikanai Sensei passou a praticar Jodo sob a sua orientação, que anualmente ministra seminários no Brasil. Desde 2016 já foram realizados 4 seminários no Brasil com Kees Bruggink Sensei..

1 http://www.kobayashi-dojo.com/english/book/3_2/
2 Okumura Genta Sensei foi contemporâneo a Tamura Sensei no Hombu Dojo. Quando Kobayashi Sensei começou a treinar Aikido ele já havia alçado o 3º dan. Okumura Sensei era também praticante de Iaido, Jodo e Katori Shinto Ryu.
3 Shigeru Sakai à época estava residindo e trabalhando em Belo Horizonte, mas ainda ia ao Rio de Janeiro semanalmente à trabalho.
4 Shikanai Sensei lecionou na Polícia Militar por 10 anos.
1. ↑  «Aikido Center and Martial Arts - Shikanai Sensei» (em inglês)
2. ↑  Encyclopedia of Aikido [SHIKANAI, ICHITAMI]
(em inglês)
3. ↑  O sucessor de Nakatani